# Schwedische Antarktisexpedition

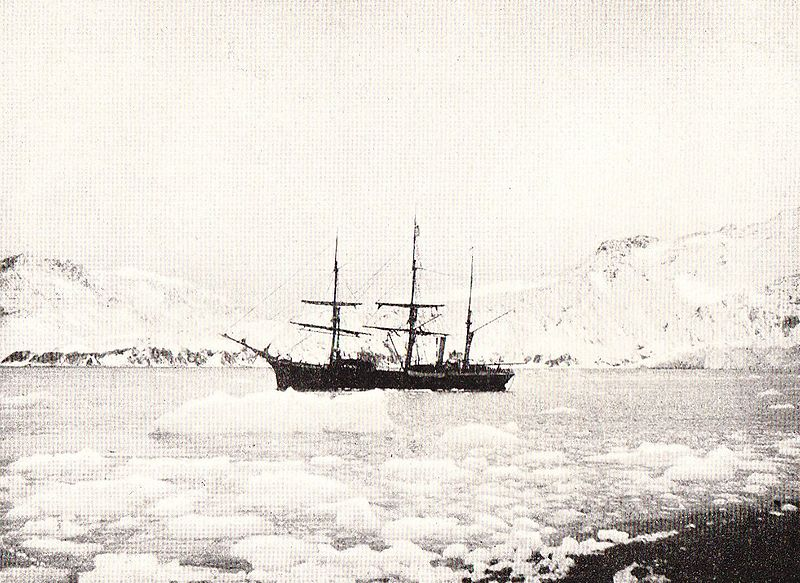
Das Expeditionsschiff Antarctic 1902

Die schwedische Antarktisexpedition von 1901 bis 1903 hatte das Ziel, die Ostküste der Antarktischen Halbinsel zu erforschen. Sie wurde von Otto Nordenskjöld geleitet, dem Carl Anton Larsen als Kapitän des Expeditionsschiffs Antarctic zur Seite stand.
Die Expedition war wissenschaftlich erfolgreich. Sie ist aber auch für die dramatischen Ereignisse bekannt, die zum Verlust des Schiffs und zu einer ungeplanten Überwinterung in drei voneinander getrennten Gruppen führten. Mit der glücklichen Rettung der Expeditionsteilnehmer durch die Korvette Uruguay begann das argentinische Engagement in der Antarktis.

## Vorgeschichte

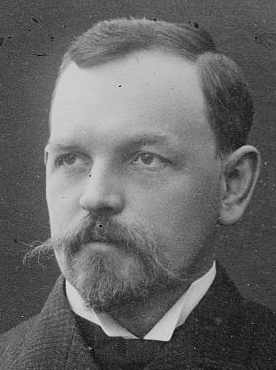
Otto Nordenskjöld

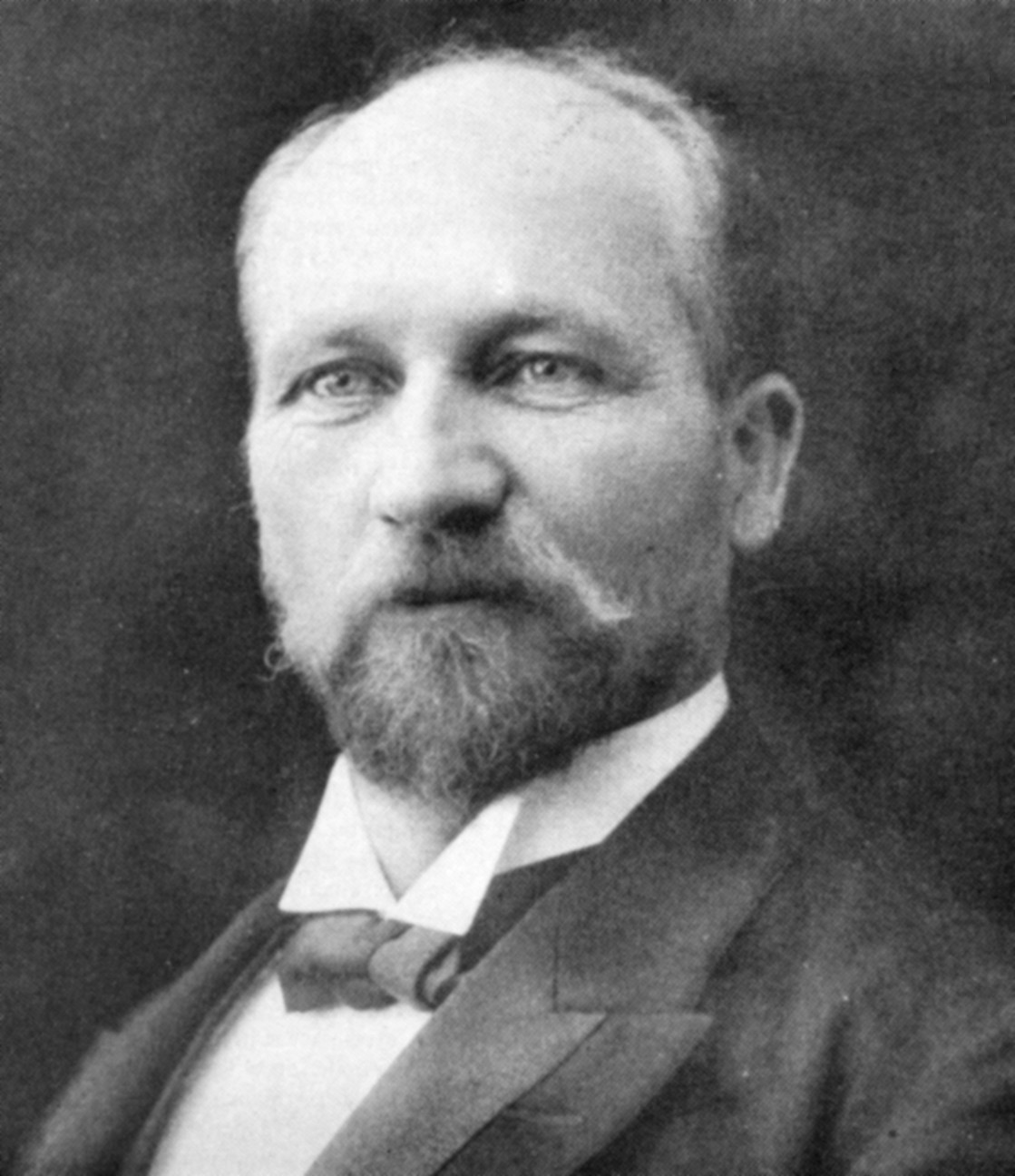
Carl Anton Larsen (1904)

Auf dem Sechsten Internationalen Geographischen Kongress wurde 1895 in London beschlossen, bis zum Ende des 19. Jahrhunderts mit allen verfügbaren Mitteln die noch wenig bekannte Antarktis zu erforschen. Daraufhin gründete eine Vielzahl von Nationen Institute und Organisationen für Polar- und Antarktisforschung. Bis 1900 fanden aber lediglich die Belgica-Expedition unter Leitung von Adrien de Gerlache de Gomery und die Southern-Cross-Expedition unter Leitung von Carsten Egeberg Borchgrevink statt. 1901 folgten Robert Falcon Scotts Discovery-Expedition und die deutsche, von Erich von Drygalski geleitete Gauß-Expedition, 1902 die Schottische Nationale Antarktisexpedition von William Speirs Bruce.
Zu dieser Zeit hatte auch Otto Nordenskjöld seine Vorbereitungen für eine privat finanzierte Antarktisexpedition abgeschlossen. Er hatte die betagte, schon 1871 in Norwegen gebaute Bark Antarctic gekauft, die zusätzlich zu ihren drei Masten mit einer Dampfmaschine ausgestattet war. Es handelte sich um dasselbe Schiff, von dem aus Borchgrevink 1895 am Kap Adare als wahrscheinlich Erster das antarktische Festland betreten hatte. Da es Nordenskjöld nicht gelungen war, genug Sponsoren für das Unternehmen zu interessieren und er auch keine Unterstützung durch den schwedischen Staat erhielt, hatte er Schulden aufnehmen müssen und war gezwungen, die Antarctic im Sommer 1901 an Gerard De Geer zu verleihen, der mit ihr nach Spitzbergen fuhr. Die schlechte finanzielle Ausstattung behinderte die Expedition. Allerdings war es Nordenskjöld gelungen, den erfahrenen Walfänger Carl Anton Larsen als Kapitän zu gewinnen, der bereits 1892/93 die Weddellsee befahren hatte. Nordenskjöld selbst hatte schon eine Expeditionen nach Patagonien und Feuerland und eine ins Klondike-Gebiet geleitet und besaß Polarerfahrung durch seine Teilnahme an der Ostgrönland-Expedition des Dänen Georg Carl Amdrup im Sommer 1900.

## Der Expeditionsplan
Es war geplant, an der Ostküste der Antarktischen Halbinsel möglichst weit nach Süden vorzudringen und an einem geeigneten schneefreien Platz eine Station zu errichten, wo Nordenskjöld und ein Forschungsteam überwintern konnten. Hier sollten meteorologische und erdmagnetische Beobachtungen vorgenommen werden, die mit den gleichzeitigen deutschen und britischen Expeditionen sowie dem argentinischen Año-Nuevo-Observatorium abgestimmt waren. Letzteres wurde eigens auf einer kleinen, der Staateninsel (spanisch Isla de los Estados) vorgelagerten Insel errichtet. Nordenskjöld wollte versuchen, mit Hundeschlitten weiter nach Süden vorzudringen und das Gebiet zu kartieren. Während des südlichen Winters sollte die Antarctic nach Südamerika zurückkehren und für hydrografische, geologische und biologische Arbeiten im Feuerlandarchipel, bei den Falklandinseln oder Südgeorgien eingesetzt werden. Im darauffolgenden antarktischen Sommer sollte das Schiff die Expeditionsmannschaft wieder aufnehmen und anschließend nach Europa zurückkehren. Wegen ihres bekannten Reichtums an Fossilien tendierte Nordenskjöld von Anfang an zu einem Winterquartier auf der Seymour-Insel oder in unmittelbarer Nähe.

## Die Expeditionsteilnehmer

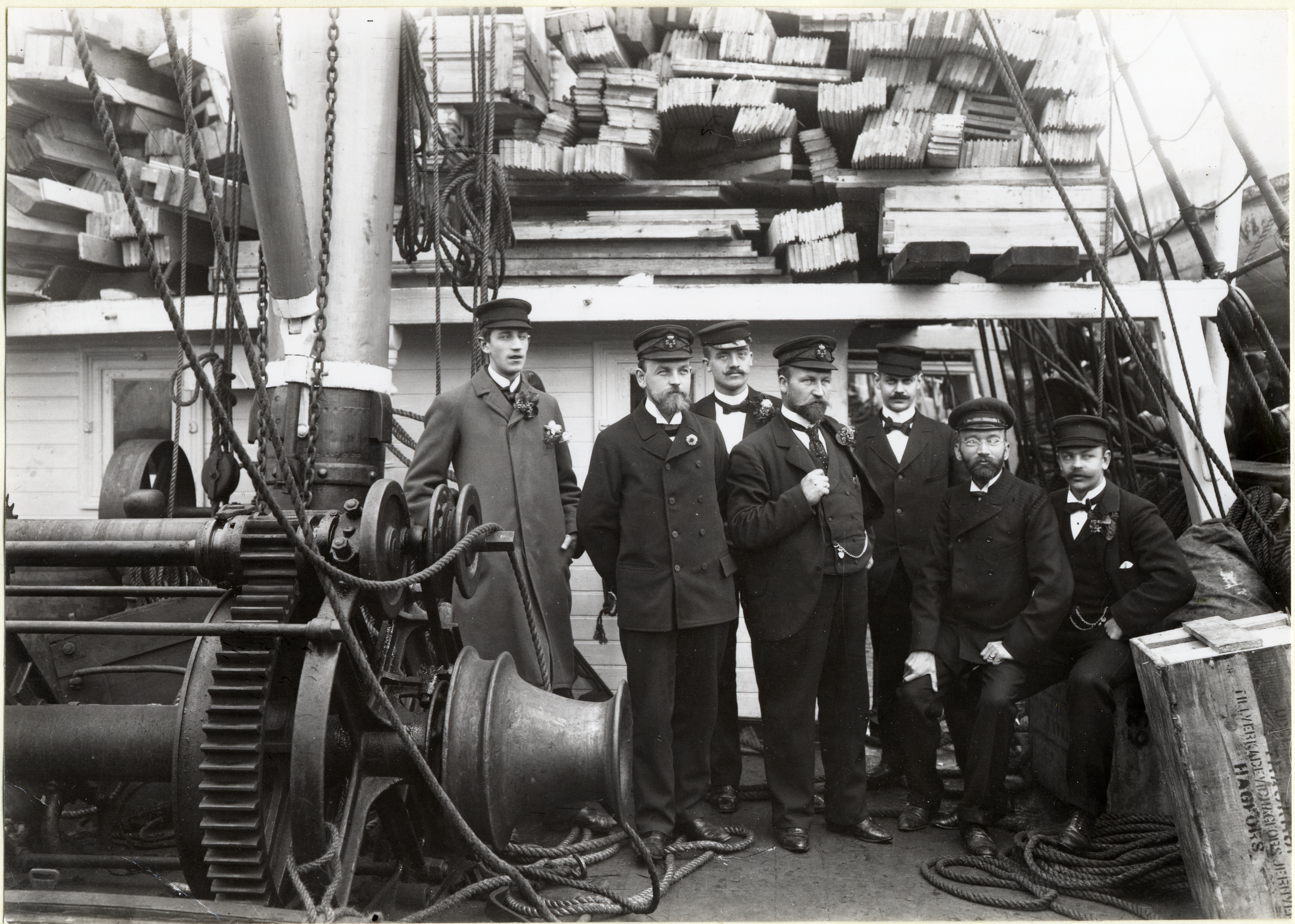
Expeditionsteilnehmer im Oktober 1901 auf der Antarctic (von links nach rechts): Carl Skottsberg, Otto Nordenskjöld, Karl Andersson, Carl Anton Larsen, Erik Ekelöf, Axel Ohlin, Gösta Bodman.

- Otto Nordenskjöld (1869–1928), Expeditionsleiter
- Carl Anton Larsen (1860–1924), Kapitän der Antarctic
- Johan Gunnar Andersson (1874–1960), stellvertretender Expeditionsleiter, Archäologe, Geologe, Paläontologe
- Karl Andreas Andersson (1875–1968), Zoologe
- Gösta Bodman (1875–1960), Hydrograf und Meteorologe
- Samuel August Duse (1873–1933), Kartograf
- Erik Ekelöf (1875–1936), Arzt
- Axel Ohlin (1867–1903), Zoologe
- Carl Johan Fredrik Skottsberg (1880–1963), Botaniker
- José María Sobral (1880–1961), wissenschaftlicher Assistent
- Ole Jonassen (* 1874), Hundeschlittenführer
- Frank Wilbert Stokes (1858–1955), Maler und Zeichner

Hinzu kamen 19 Mann Besatzung der Antarctic.

## Der Verlauf der Expedition

### 1901

#### Letzte Vorbereitungen
Die Antarctic legte in Göteborg am 16. Oktober 1901 ab. In Falmouth ging Ole Jonassen mit 14 grönländischen Schlittenhunden an Bord. Nach der Überquerung des Äquators am 24. November legte man in Buenos Aires den nächsten Zwischenstopp ein, wo man von der argentinischen Regierung Lebensmittel, Kohle und weitere Unterstützung erhielt. Es war verabredet worden, dass Nordenskjöld im Gegenzug für die Einrichtung des Año-Nuevo-Observatoriums einem argentinischen Marineoffizier ermöglichen würde, auf der Antarctic mitzufahren. Jetzt wurde er aber mit der weitergehenden Forderung konfrontiert, diesen Offizier, Leutnant José Sobral, in die kleine Überwinterungsmannschaft aufzunehmen. Nach einem Gespräch mit dem jungen Mann (in deutscher Sprache) war Nordenskjöld dazu bereit, womit Sobral zum ersten Argentinier in der Antarktis wurde. In Buenos Aires ging auch der US-amerikanische Maler und Zeichner Frank Wilbert Stokes als zahlender Passagier an Bord. Am 21. Dezember verließ das Schiff den Hafen in Richtung Falklandinseln, um dort Ersatz für zehn auf der Reise verendete Schlittenhunde zu besorgen.

### 1902

#### Suche nach einer Passage in die Weddellsee
Am 6. Januar 1902 lief die Antarctic die Staateninsel an, wo die Instrumente mit denen des Observatoriums abgeglichen werden sollten, die allerdings noch nicht aufgestellt waren. Am 11. Januar ging die Expedition nach dem Überqueren der Drakestraße auf der Nelson-Insel, Südliche Shetlandinseln, an Land. Anschließend durchfuhr sie die Bransfieldstraße und schwenkte bei Trinity Island in den Orléans-Kanal ein, von dem Larsen glaubte, dass er in die Weddellsee führe. Man geriet aber in die Gerlache-Straße und wendete südlich der Brabant-Insel, weil sich keine Möglichkeit ergab, in die Weddellsee vorzustoßen. Die Expedition folgte nun der Küste der Antarktischen Halbinsel, bis sich an der Spitze der Trinity-Halbinsel endlich eine Durchfahrt fand, die „Joinville-Land“ zur Joinville-Insel machte und nach dem Expeditionsschiff Antarctic-Sund genannt wurde. Gemäß seinem ursprünglichen Plan versuchte Nordenskjöld nun, in der Weddellsee so weit wie möglich nach Süden vorzudringen, stieß aber bei 66° 10′ südlicher Breite auf eine kompakte Eisbarriere. Er wich nach Osten aus, konnte aber auch hier keinen Weg nach Süden finden. Schließlich kehrte die Antarctic nach Norden zurück. Auf der Suche nach einem geeigneten Platz für die Überwinterung wurde Nordenskjöld am 12. Februar 1902 auf Snow Hill Island fündig. Ein mitgebrachtes Fertighaus wurde aufgebaut, und am 14. Februar versuchte Larsen ein letztes Mal, mit der Antarctic weiter nach Süden vorzudringen und für eine spätere Schlittenexpedition ein Lebensmitteldepot auf den Robbeninseln anzulegen. Am 21. Februar war das Schiff zurück und stach nun mit der Weisung in See, im kommenden südlichen Sommer so früh wie möglich zurückzukehren.

#### Die Arbeiten der Überwinterungsmannschaft

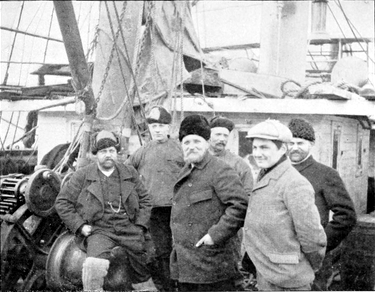
Die Überwinterungsmannschaft. Vordere Reihe von links nach rechts: Bodman, Nordenskjöld, Sobral; hintere Reihe: Akerlund, Jonassen, Ekelöf

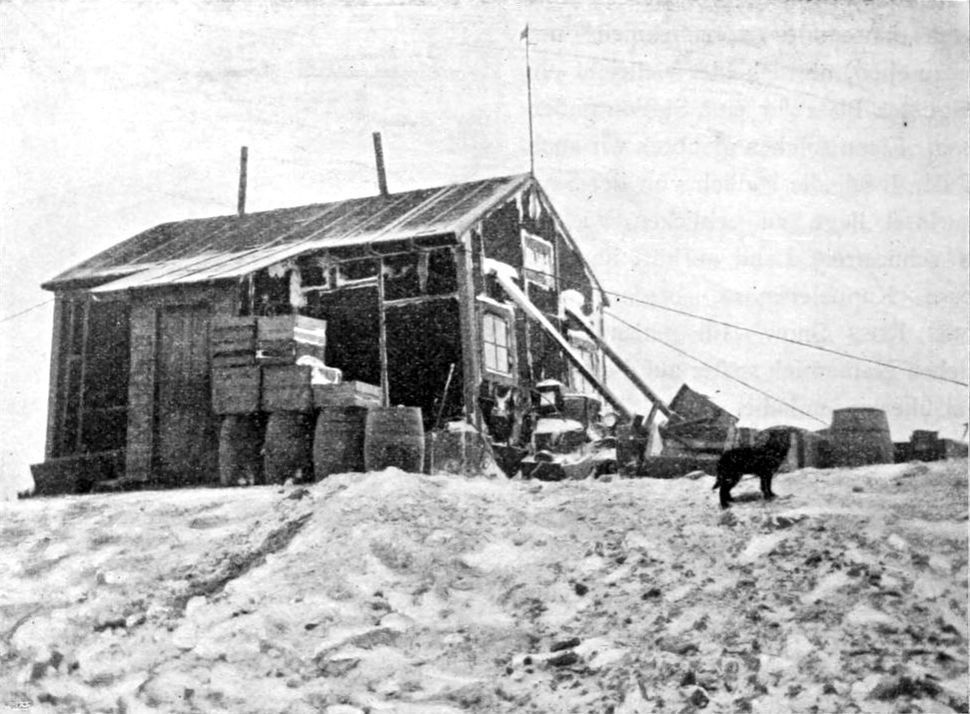
Haus der schwedischen Antarktisexpedition auf Snow Hill Island

Die Überwinterungsmannschaft bestand neben Nordenskjöld und Sobral aus dem Hydrografen und Meteorologen Gösta Bodman, dem Arzt und Bakteriologen Erik Ekelöf, dem Hundeschlittenführer Ole Jonassen und dem Matrosen Gustav Åkerlund. Bodman begann am 2. März mit regelmäßigen meteorologischen Beobachtungen, die während des gesamten Aufenthalts auf Snow Hill Island fortgesetzt wurden. Daneben gab es bakteriologische, magnetische und geologische Untersuchungen. Nordenskjöld sammelte eine große Zahl an Fossilien. Noch vor Eintritt des Winters wurden erste Boots- und Schlittenfahrten unternommen, um die Umgebung des Winterlagers zu kartieren. Im März ergab eine Bootsfahrt auf der Admiralitätsstraße den Inselcharakter von Snow Hill. Im April wurde die Seymourinsel besucht. Selbst in den Wintermonaten Juli und August gab es mehrtägige Ausflüge zur James-Ross-Insel. Die ergebnisreichste und ausgedehnteste Schlittentour unternahmen Nordenskjöld, Sobral und Jonassen vom 30. September bis zum 4. November 1902. Mit fünf Hunden und zwei Schlitten legten sie auf dem Weg nach Süden über die Robertson-Insel und das Larsen-Schelfeis bis an die Ostküste der Antarktischen Halbinsel, die bei 65° 57′ S, 62° 17′ W erstmals betreten wurde, etwa 650 km zurück. Anschließend begann die Mannschaft, sich auf die Abreise vorzubereiten. Im Januar 1903 war Snow Hill von dickem Packeis umgeben, das kein Schiff durchbrechen konnte, und Nordenskjöld erkannte, dass eine zweite Überwinterung unvermeidlich war.

#### Die Fahrt derAntarctic
Die Antarctic hatte am 5. März 1902 Ushuaia angelaufen und die Kohlevorräte ergänzt. Hier verließ Stokes das Schiff und trat die Heimreise an. Die nächste Station war Port Stanley auf den Falklandinseln, wo am 27. März der Geologe Johan Gunnar Andersson an Bord kam, um die Expedition in Abwesenheit von Nordenskjöld zu leiten. Der schwer erkrankte Ohlin kehrte nach Schweden zurück, wo er ein Jahr später starb. Vom 12. bis 23. April wurden mit Hilfe einer neu an Bord genommenen Lotmaschine Tiefenmessungen zwischen den Falklandinseln und Südgeorgien vorgenommen. Zur Finanzierung der Expedition wurden hier auch Robben geschlagen. Von Anfang Juli bis Mitte September befand sich das Schiff erneut im Falkland-Archipel und kehrte am 15. September nach Ushuaia zurück, um noch einmal Proviant und Kohle aufzunehmen und einige notwendige Reparaturen ausführen zu lassen. Insgesamt war der südliche Winter angefüllt mit wissenschaftlichen Arbeiten: Die Natur der besuchten Länder wurde erforscht und Schleppnetzzüge ausgeführt, um sich ein Bild von der maritimen Fauna zu machen.
Am 4. November verließ die Antarctic den Hafen von Ushuaia, um die Überwinterungsmannschaft abzuholen. Erst am 22. November gelang es, einen Packeisgürtel vor den Südlichen Shetlandinseln zu überwinden. Andersson entschied, zunächst noch einmal den Orléans-Kanal und die Gerlache-Straße anzulaufen und von Duse genau kartieren zu lassen. Nach Abschluss der Arbeiten nahm das Schiff am 5. schließlich Kurs auf Snow Hill Island, fand den Antarctic-Sund aber blockiert. Larsen versuchte, einen Weg östlich der Joinville-Insel zu finden, wobei das Schiff vom Eis eingeschlossen wurde und mit diesem fünf Tage in Richtung Elefanteninsel driftete, ehe es freikam und am 19. Dezember 1902 wieder am Eingang zum Antarctic-Sund lag.
In dieser Situation traf Andersson folgende Entscheidung:
- Eine dreiköpfige Gruppe unter seiner Leitung sollte in der Hoffnungsbucht an Land gehen und versuchen, bis zum 25. Januar 1903 Snow Hill Island zu erreichen. Sollte das nicht gelingen, würde sie unverzüglich zur Hoffnungsbucht zurückkehren. Sollte sie Snow Hill erreichen, sollte sie bis zum 10. Februar auf die Ankunft des Schiffs warten. Wenn dieses nicht erschiene, sollte sie gemeinsam mit der Überwinterungsmannschaft zur Hoffnungsbucht aufbrechen.
- Kapitän Larsen sollte versuchen, Snow Hill Island mit dem Schiff bis zum 10. Februar zu erreichen. Sollte das nicht gelingen, würde er zur Hoffnungsbucht zurückkehren und dort bis zum 10. März auf die Männer warten.

Am 29. Dezember betrat Johan Gunnar Andersson in Begleitung von Samuel August Duse und dem Matrosen Toralf Grunden den Strand der Hoffnungsbucht.

### 1903

#### Verlust derAntarctic

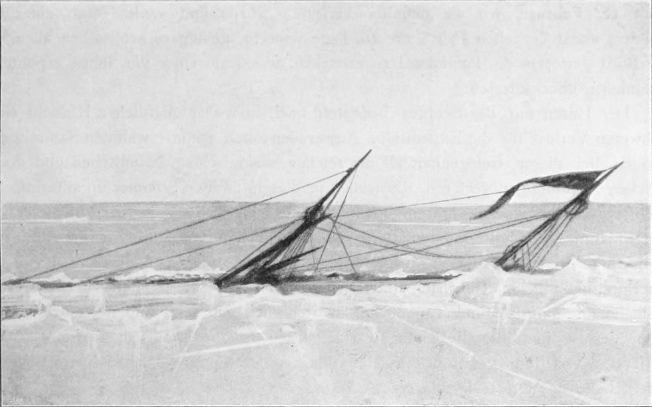
Die Antarctic sinkt.

Larsens zweiter Versuch, in den Erebus-und-Terror-Golf zu gelangen, indem er die Joinville-Insel östlich umfuhr, war erfolgreich. In einem schweren Sturm geriet die Antarctic aber in eine schwere Eispressung und wurde am 11. Januar zerdrückt. Einen Monat lang driftete das Wrack manövrierunfähig mit dem Eis, bis es am 12. Februar verlassen werden musste und sank. Die Mannschaft rettete sich durch einen sechzehntägigen Marsch über das Eis unter Mitnahme des Beiboots auf die Paulet-Insel. Hier wurde eine Steinhütte mit doppelten Mauern errichtet und die Fugen mit Guano verfüllt. Die von der Antarctic geretteten Lebensmittelvorräte wurden um einige Robben, Vogeleier und etwa 1100 Pinguine ergänzt. Am 7. Juni starb der norwegische Matrose Ole Christian Wennersgaard (1881–1903) an Herzschwäche.

#### Überwinterung an der Hoffnungsbucht

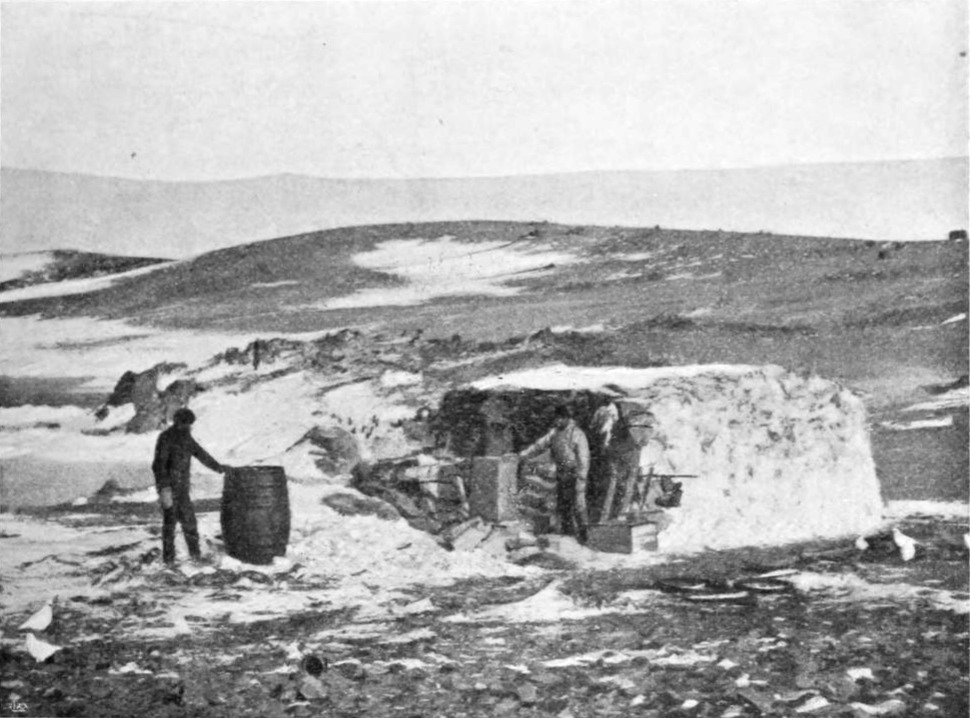
Steinhütte an der Hoffnungsbucht

Andersson, Duse und Grunden überquerten, nachdem sie an der Hoffnungsbucht ein Depot angelegt hatten, die Spitze der Antarktischen Halbinsel und setzten ihren Weg anschließend über das Meereis in Richtung James-Ross-Insel fort. Sie entdeckten und betraten die Vega-Insel, stießen auf ihrer Südseite aber auf offenes Wasser. Ohne Boot war ein weiteres Vorankommen nicht möglich. Andersson war sich nun auch sicher, dass die Antarctic Snow Hill ohne Probleme erreichen würde. Die Männer kehrten um und waren am 13. Januar wieder in der Hoffnungsbucht. Am darauffolgenden Tag gelang Andersson ein spektakulärer Fossilienfund an der Nordflanke des Flora-Bergs. Der gut erhaltene Abdruck von jurassischen Pflanzen bewies, dass in der Antarktis einst ein tropisches Klima geherrscht haben musste. Anfang Februar begannen die Männer, sich auf eine Überwinterung vorzubereiten. Sie errichteten eine Steinhütte, die sie von innen mit ihrem Zelt auskleideten. Ohne ausreichende Lebensmittelvorräte waren sie gezwungen, etwa 700 Pinguine zu töten und 21 Robben zu schießen.

#### Snow Hill Island
Nordenskjöld unternahm im Januar und Februar zwei Ausflüge auf die Seymour-Insel. Während der erste noch rein wissenschaftlichen Zwecken diente und vor allem mit geologischen Arbeiten ausgefüllt war, lag der Schwerpunkt der zweiten Exkursion in der Beschaffung von Proviant für die drohende zweite Überwinterung. Der folgende Winter war deutlich milder als der von 1902. Am 5. August, also mitten im Winter, wurde eine Temperatur von 9,3 °C gemessen. Im August wurden auch die Schlittenexkursionen wieder aufgenommen. Vom 29. September bis 16. Oktober 1903 umrundeten Nordenskjöld und Jonassen mit dem Hundeschlitten die James-Ross-Insel, wobei sie durch die Entdeckung des Prinz-Gustav-Kanals erst deren Inselcharakter feststellten. Am 12. Oktober trafen sie auf der Vega-Insel auf Andersson, Duse und Grunden, die wieder auf dem Weg nach Snow Hill Island waren.

#### Die Rettung

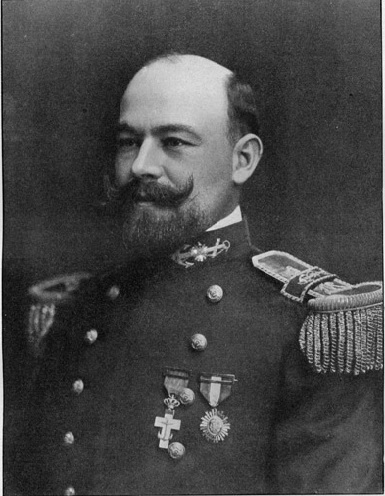
Julián Irizar

Das Ausbleiben der Antarctic hatte in Schweden und Argentinien zu Besorgnis geführt. Man kam überein, eine Hilfsexpedition aus zwei Schiffen, der argentinischen Korvette Uruguay, die zu diesem Zweck verstärkt wurde, um eistauglich zu sein, und dem eilig gecharterten Walfänger Frithjof auszusenden. Als Kapitän Olof Gyldén mit der Frithjof nicht bis zum vereinbarten Termin, dem 1. November 1903, in Ushuaia eintraf, wartete der mit der Hilfsexpedition betraute Leutnant Julián Irizar (1869–1935) nicht länger. Innerhalb einer Woche erreichte er die Seymour-Insel und traf dort auf Bodman und Åkerlundh, die hier und auf der Cockburn-Insel Fossilien gesammelt hatten. Am 8. November war Irizar mit einem seiner Offiziere am Winterlager auf Snow Hill Island. Noch bevor die biologischen und geologischen Sammlungen an Bord der Uruguay genommen werden konnten, landete nach einer siebentägigen Bootsfahrt auch Kapitän Larsen mit fünf Männern auf der Insel. Am 11. November wurden die restlichen Expeditionsmitglieder von der Paulet-Insel abgeholt. Nach Aufnahme der an der Hoffnungsbucht zurückgelassenen Fossiliensammlung brach die Uruguay nach Buenos Aires auf, wo sie am 2. Dezember 1903 unter großer Anteilnahme der Bevölkerung empfangen wurde. Auch der Franzose Jean-Baptiste Charcot war zu einer Hilfsexpedition aufgebrochen. In Buenos Aires traf er auf Nordenskjöld und Larsen, die ihn bezüglich seiner eigenen Antarktisexpedition berieten, die bis 1905 dauerte und sehr erfolgreich war.

## Ergebnisse

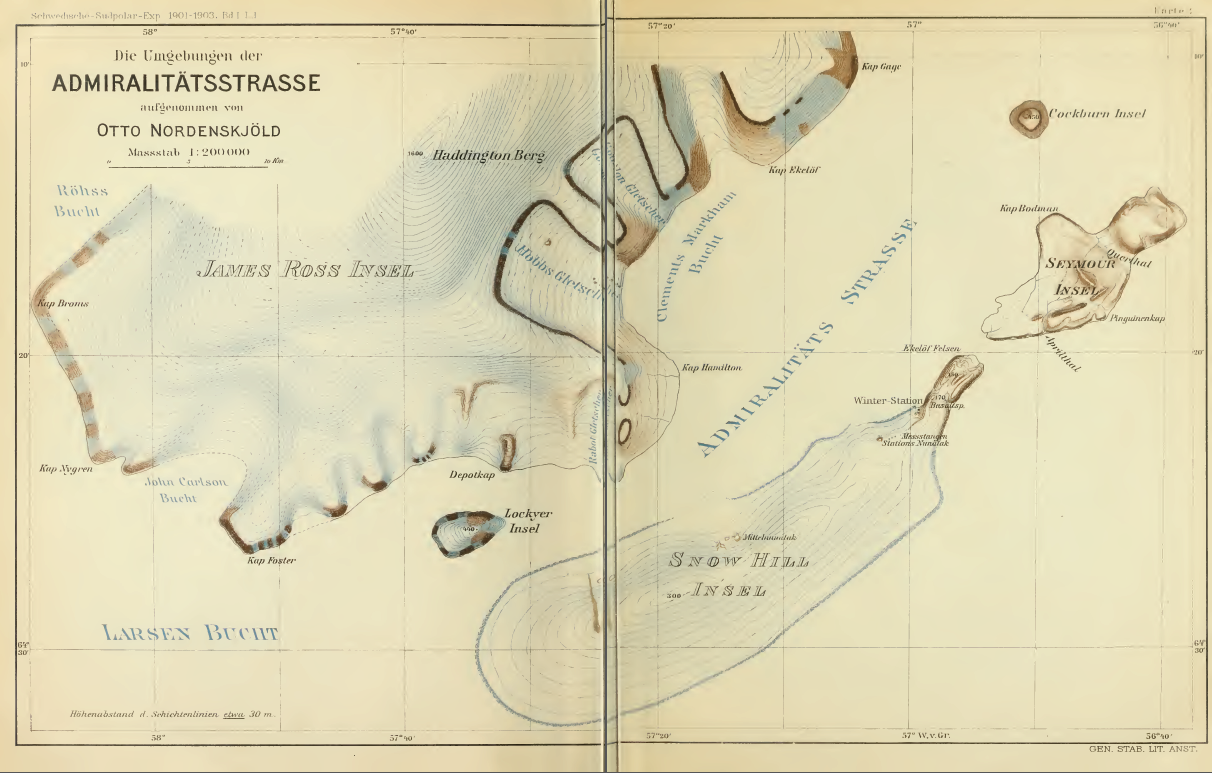
Karte der Admiralitätsstraße (Nordenskjöld)

Die schwedische Antarktisexpedition war in wissenschaftlicher Hinsicht sehr erfolgreich. Sie hatte zwar kein neues Land entdeckt, weil sie nicht einmal den Polarkreis überschritten hatte, zur Kenntnis der Geographie der Antarktis wurde aber trotzdem viel beigetragen. Es konnte gezeigt werden, dass es im nördlichen Teil der Antarktischen Halbinsel keine Wasserverbindung von der Westseite zur Weddellsee im Osten gibt. Das Gebiet des Orléans-Kanals wurde ebenso genau untersucht und kartiert wie der Umkreis der Admiralitätsstraße. Nordenskjöld entdeckte den Prinz-Gustav-Kanal und benannte die James-Ross-Insel.
Einen wesentlichen Schwerpunkt der wissenschaftlichen Arbeiten bildeten die geologischen Untersuchungen. Insbesondere die Fossilienfunde erweiterten das Wissen über die Klimageschichte der Antarktis wesentlich. Zu erwähnen sind auch die glaziologischen Arbeiten und die regelmäßigen meteorologischen Beobachtungen und Messungen über einen Zeitraum von über 600 Tagen.
Für die Publikation der Ergebnisse gewährte das schwedische Parlament Nordenskjöld einen Kredit von 55.000 Kronen. Bis 1918 erschienen sechs Bände der Wissenschaftlichen Ergebnisse der schwedischen Südpolar-Expedition 1901–1903. Finanziell war die Expedition für Nordenskjöld ein Desaster.